# Liste von Sakralbauten in Ennepetal
Die Liste von Sakralbauten in Ennepetal enthält die Kirchengebäude und andere Sakralbauten in der Stadt Ennepetal, Ennepe-Ruhr-Kreis.

## Liste
| Bild                 | Name                    | Lage (Stadt, Ortsteil)  | Gründung, Bauzeit | Konfession bzw. Religion | Träger                     | Bemerkungen                                               |
| -------------------- | ----------------------- | ----------------------- | ----------------- | ------------------------ | -------------------------- | --------------------------------------------------------- |
| Johanneskirche       | Johannes der Täufer     | Ennepetal (Voerde)      | 1780–1781         | evangelisch              | EKvW, Kirchenkreis Schwelm |                                                           |
| Ev. Kirche Rüggeberg | Ev. Kirche Rüggeberg    | Ennepetal (Rüggeberg)   | 1825–1827         | evangelisch              | EKvW, Kirchenkreis Schwelm |                                                           |
|                      | Ev. Kirche Milspe       | Ennepetal (Milspe)      | 1895–1896         | evangelisch              | EKvW, Kirchenkreis Schwelm |                                                           |
|                      | St. Johann Baptist      | Ennepetal (Voerde)      | 1907–1908         | römisch-katholisch       |                            |                                                           |
|                      | Martin-Luther-Kirche    | Ennepetal (Altenvoerde) | 1928              | evangelisch              | EKvW, Kirchenkreis Schwelm |                                                           |
|                      | Kreuzkirche             | Ennepetal (Oberbauer)   | 1959–1960         | evangelisch              | EKvW, Kirchenkreis Schwelm |                                                           |
|                      | Herz-Jesu-Kirche Milspe | Ennepetal (Milspe)      | 1962              | römisch-katholisch       |                            | Notkirche von 1904 bis 1962, neues Kirchengebäude ab 1962 |
|                      | Maria im Schnee         |                         | 2008              | römisch-katholisch       |                            | Im Ortsteil Schemm. Am örtlichen Jakobsweg.               |